# Копакабана
Копакаба́на (порт. Copacabana) — пляж и одноимённый городской район в Рио-де-Жанейро.
Расположен при входе в залив Гуанабара, к югу от центра города. Длина — 4 км. Набережная — Авенида Атлантика.

## Топоним
Назван по ранее находившейся здесь рыбацкой деревне, которая, в свою очередь, получила название от боливийского города Копакабана, происхождение названия которого точно не установлено. Согласно одной версии, название происходит от слов copac и cabana из языка кечуа эпохи Инков, и означает «светлое пятно», «синий пляж». Другая версия относит название к koppa и kahuana из языка индейцев аймара, что означает «вид на озеро».

## История
История Копакабаны началась в 1750-е годы, когда в местечке под названием Сакупенапана появилась новая часовня в честь Святой Девы из боливийского города Копакабаны, давшего название рыбацкой деревушке. После открытия тоннеля Реал Грандеса и пуска трамвая в 1892 году это место соединилось с Рио-де-Жанейро.
В 1904 году началось строительство набережной — Авенида Атлантика. Настоящего расцвета Копакабана достигла в 1950—1960-х годах, когда она снискала себе славу богемного мира и стала домом для нескольких десятков, если не сотен, бразильских писателей, художников, артистов (преимущественно европейского происхождения). Позже в ставший престижным район переселяются политики, бизнесмены и просто состоятельные люди.
В последние десятилетия[когда?] расцвели пышным цветом нелегальные виды заработка на иностранных туристах — торговля наркотиками, проституция (в том числе детская) и уличные грабежи (от мелкого воровства до стрельбы на улицах) — всё это привело к значительному упадку некогда элитного района.
Копакабана — это и самая большая концертная площадка в Рио-де-Жанейро. На Копакабане не раз выступали Элтон Джон, Ленни Кравитц, Мик Джаггер. В декабре 1994 года прямо на пляже было устроено грандиозное шоу Рода Стюарта. Послушать певца собралось более четырёх миллионов человек. Это событие вошло даже в Книгу рекордов Гиннесса. 18 февраля 2006 года — состоялся концерт The Rolling Stones, на котором присутствовало около двух миллионов зрителей. Концерт транслировался в прямом эфире, а вскоре был выпущен DVD — «Rolling Stones — Copacabana Beach, Rio de Janeiro, Brazil» (The Biggest Bang Box Set, часть 2).